# Vlaardingen

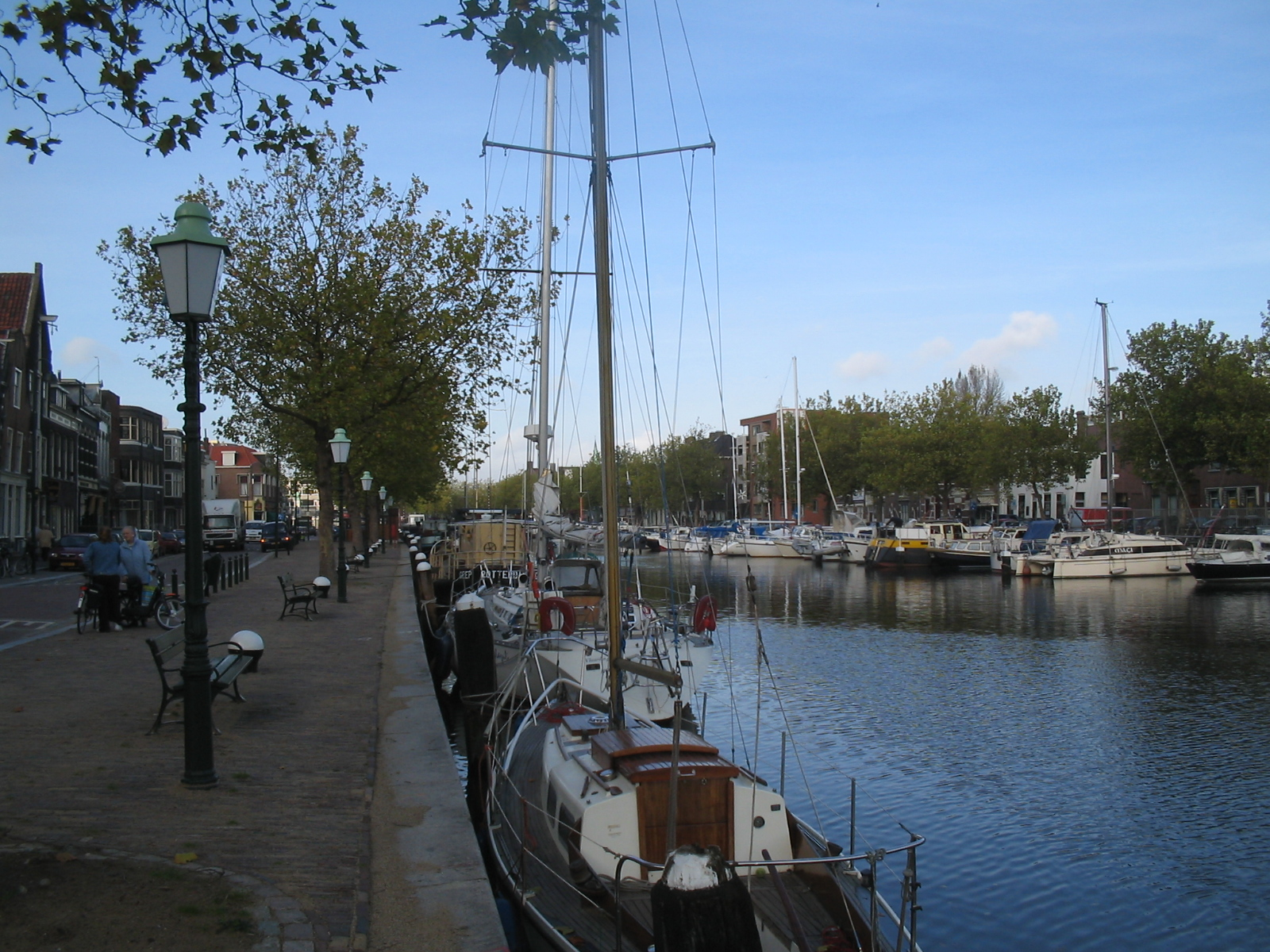
Bến tàu cũ ở trung tâm Vlaardingen.

Vlaardingen (phát âmⓘ) là một thị xã ở tỉnh Zuid-Holland in the Hà Lan. Thị xã này tọa lạc bên bờ bắc sông Nieuwe Maas/Nieuwe Waterweg tại hợp lưu với sông Oude Maas. Về phía đông bị chia tách khỏi Schiedam bởi một xa lộ. Các địa phương gần đó là Maassluis về phía tây và Schipluiden và Delft về phía bắc. Đô thị này có diện tích 26,71 km², trong đó có 23,81 km² mặt đất, dân số 71.938 người (tháng 5 năm 2006).
Vlaardingen bao gồm 8 phường:
1. Vlaardingen centrum 
2. Westwijk 
3. Vettenoordsepolder
4. Vlaardingen oost
5. Ambacht/Babberspolder
6. Holy Zuid
7. Holy Noord
8. Broekpolder